# تندابه‌ایان
تندابه‌ایان (نام علمی: Sisorinae) نام یک زیرخانواده از تیره گربه‌ماهیان تندابه است.